# Night Club Girl
Pour plus de détails, voir Fiche technique et Distribution.
Night Club Girl est un film américain réalisé par Edward F. Cline, sorti en 1945.

## Fiche technique
- Titre : Night Club Girl
- Réalisation : Edward F. Cline
- Scénario : Henry Blankfort et Dick Irving Hyland
- Photographie : Charles Van Enger
- Montage : Charles Maynard
- Société de production : Universal Pictures
- Pays de production : États-Unis
- Format : Noir et blanc - 1,37:1
- Date de sortie : 1945

## Distribution
- Vivian Austin (en) : Eleanor Kendall
- Edward Norris : Clark Phillips
- Maxie Rosenbloom : Percival J. Percival
- Minna Gombell : Rita
- Judy Clark (en) : Janie
- Bill Dunn : Charlie Kendall
- Leon Belasco : Gaston
- Andrew Tombes : Simmons
- Fred Sanborn (en) : Fred
- Clem Bevans : Mayor
- Virginia Brissac : Ma Kendall
- Emmett Vogan : Cass
- George Davis : Carlos
- The Delta Rhythm Boys : Eux-mêmes